# Sankta Anna katolska församling
Sankta Anna katolska församling är en romersk-katolsk församling i Nyköping. Församlingen tillhör Stockholms katolska stift.
Efter att ha varit annexförsamling till Domkyrkoförsamlingen 1975-1978 blev församlingen självständig i stiftet. Församlingens skyddspatron blev den heliga Anna eftersom hon sedan lång tid haft en särskild ställning i Nyköping. 
De första mässorna firades på olika platser i staden. År 1972 inköptes ett par villor. Den ena inreddes till det första egna kapellet. På annan plats byggdes senare nuvarande, Sankta Anna kyrka, ritad av Ulf Zettersten, och en prästbostad. Kyrkan invigdes den 18 december 1988 av biskop Hubertus Brandenburg.